# Kalnichté
Kalnichté (en macédonien Калниште) est un village du nord-est de la Macédoine du Nord, situé dans la municipalité de Probichtip. Le village comptait 2102 habitants en 2002. Avec la croissance démographique, Kalnichté est devenu un faubourg éloigné de Probichtip.

## Démographie
Lors du recensement de 2002, le village comptait :
- Macédoniens : 2079
- Serbes : 20
- Roms : 1
- Autres : 2